# Fantisvala
Fantisvala (Psalidoprocne obscura) är en fågel i familjen svalor inom ordningen tättingar.

## Utseende och läte
Fantisvalan är en elegant sotbrun svala med en lång och djupt kluven stjärt. Fjäderdräkten är grönglänsande, men det kan vara svårt att se. Honan och ungfågeln har kortare stjärt än hanen, ungfågeln dessutom med brunaktig fjöderdräkt. Fågeln är inte särskilt ljudlig, men svaga gnissliga och drillande toner kan höras.

## Utbredning och systematik
Fågeln förekommer från Senegal och Gambia till östra Nigeria, sydvästra Kamerun och Centralafrikanska Republiken. Den behandlas som monotypisk, det vill säga att den inte delas in i några underarter.

## Levnadssätt
Fågeln ses flyga över öppningar och kring kanter av städsegrön skog, men även i öppnare skogslandskap och i jordbruksbygd, vanligen nära vatten. Den påträffas vanligen i par.

## Status
Arten har ett stort utbredningsområde och beståndet anses stabilt. Internationella naturvårdsunionen IUCN listar den därför som livskraftig (LC).

## Namn
Fanti är ett folkslag i södra Ghana.